# Lenka Remešová
Lenka Remešová (* 2. května 1997) je česká florbalová brankářka, reprezentantka a bronzová medailistka z mistrovství světa 2023. V českých a švédských florbalových soutěžích hraje od roku 2014.

## Klubová kariéra
Remešová začínala s florbalem v klubu F.B.C. Nové Město nad Metují. Ještě v dětském a mládežnickém věku vystřídala kluby FBK 001 Trutnov a IBK Hradec Králové. Za Hradec poprvé nastoupila v ženském týmu v sezóně 2014/2015 v 1. lize. V dalším ročníku se s ním probojovala do baráže o Extraligu.
V sezóně 2016/2017 odchytala na střídavé hostování jeden zápas v play-off za extraligový klub Florbal Židenice. Od dalšího ročníku již hrála za Židenice pravidelněji. V roce 2019 odjela na semetr studijní pobyt do Ameriky. Po návratu se již stala v sezóně 2019/2020 v Židenicích hlavní brankářkou a pomohla týmu se po dvou neúspěšných letech vrátit do play-off.
V roce 2021 se Remešová rozhodla pro první zahraniční angažmá, když odešla do švédského klubu Täby FC. V něm odehrála dvě sezóny. Ve druhé z nich se k ní v týmu připojily její reprezentační spoluhráčky Eliška Chudá a Karolína Suchá. Na sezónu 2023/2024 přestoupila Remešová do týmu IBK Lund.

## Reprezentační kariéra
Remešová reprezentovala na Mistrovství světa 2021 jako druhá brankářka za Janou Christianovou. Na turnaji chytala v jednom zápase ve skupině a ve čtvrtfinále.
Jako druhá brankářka hrála i na dalším Mistrovství světa 2023, kde Češky získaly bronzové medaile. Remešová chytala proti Dánsku v zápase ve skupině.
| Umístění         | Soutěž                                 | Z |
| ---------------- | -------------------------------------- | - |
| 4.               | Mistrovství světa ve florbale žen 2021 | 2 |
| Bronzová medaile | Mistrovství světa ve florbale žen 2023 | 1 |